# Лінія Хібія
Лі́нія Хі́бія (яп. 日比谷線, ひびやせん, МФА: [çibʲija seɴ]) — лінія Токійського метро, складова Токійського метрополітену. Сполучає місцевості Сендзю, Ґіндза й Меґуро. Протяжність — 20,3 км. Має 21 станцію. Назва походить від бізнесового району Хібія. Порядковий номер — № 2. Колір — срібний. Літера — H, знак — .